# Rok Stipčević
Rok Stipčević (ur. 20 maja 1986 w Mariborze) – chorwacki koszykarz pochodzenia albańskiego, grający we włoskim zespole, Pallacanestro Varese. Gra na pozycji rozgrywającego.
Stipčević dorastał w Zadarze, gdzie zaczął grać w koszykówkę, w zespole KK Zadaru. W sezonie 2005/06 został wypożyczony do KK Borik Puntamika.